# 이우라 아라타
이우라 아라타(井浦 新, 1974년 9월 15일 ~ )는 일본 도쿄도 출신의 배우, 패션 모델, 패션 디자이너이다.

## 인물
도쿄경제대학 재학 중 스카우트되어 연예계 입문. 데뷔 초기에는 본명으로 활동하였다.
패션 모델로서는 MEN'S NON-NO, anan, smart, CHECK MATE 등 수많은 패션 잡지의 표지를 장식하였고, 1990년대 후반에는 파리 컬렉션을 시작으로 도쿄 컬렉션 등에 시즌 톱 모델로 런웨이를 장식하기도 하였다.
1998년 11월, 독자 브랜드 REVOLVER와 REVOLVER 내의 계열 라인 FARRELL를 론칭. 2007년 현재의 이름으로 개명 후, 자신의 브랜드 ELNEST CREATIVE ACTIVITY를 가지고 독립하여 본격적인 디자인 활동을 펼치고 있다.
배우로서는 1999년 개봉한 《원더풀 라이프》을 통해 영화 데뷔 및 첫 주연. 2002년 개봉한 《핑퐁》을 통해 주목 받은 후, 2005년에 시판된 서적 〈안경남〉 - '좋아하는 안경남' 앙케트에서 당당히 1위를 차지하였다. 또한 2004년 개봉한 《파란 차》에서는 자신의 브랜드인 REVOLVER로 셀프 스타일링 하였다.

## 출연

### 영화
- 1998년 《원더풀 라이프》 - 모치즈키 다카시 역
- 1999년 《SHADY GROVE》 - 고노 신고 역
- 2001년 《DISTANCE》 - 아쓰시 역
- 2002년 《핑퐁》 - 쓰키모토 마코토 / 스마일 역
- 2004년 《파란 차》 - 리치오 역
- 2005년 《지나 K》 - 기쿠치 오사무 역
- 2005년 《한밤중의 야지상 키타상》 - 바텐 역
- 2007년 《유폐자 테러리스트》 - 서브 리더 역
- 2007년 《불고기》 - 온조시 도라오 역
- 2008년 《실록 연합적군》 - 사카구치 히로시 역
- 2008년 《모래의 그림자》 - 마시마 역
- 2008년 《뱀에게 피어싱》 - 시바 역
- 2008년 《20세기 소년 : 제1장 강림》 - 다무라 마사오 역
- 2009년 《20세기 소년 : 제2장 최후의 희망》 - 다무라 마사오 역
- 2009년 《시부야》 - 점원 역
- 2009년 《울트라 미라클 러브 스토리》 - 시마다 가나메 역
- 2009년 《20세기 소년 : 최종장 우리들의 깃발》 - 다무라 마사오 역
- 2009년 《공기인형》 - 준이치 역
- 2009년 《John Rabe》 - 오제 쇼사 역
- 2010년 《소라닌》 - 사에키 류타로 역
- 2010년 《자토이치 THE LAST》 - 주조 역
- 2010년 《TORSO》
- 2010년 《캐터필러》 - 군인2 역
- 2010년 《하나미즈키》 - 히라사와 게이이치 역
- 2010년 《너에게 닿기를》 - 아라이 가즈이치 역
- 2010년 《도시의 이방인》 - 가미야마 후미히코 역
- 2011년 《막역가족》 - 이가라시 겐 역
- 2012년 《11·25 자결의 날 미시마 유키오와 젊은이들》 - 미시마 유키오 역
- 2012년 《가족의 나라》
- 2021년 《사랑하는 기생충》
- 2024년 《라스트 마일》 - 나카도 케이 역

### 드라마
- 2008년 《배달 판다~말하는 배달 소년, 도쿄 한가운데서 배달중~》 (제12화)
- 2008년 《최후의 전범》 - 요시무라 오사무 역
- 2009년 《리미트 -형사의 현장2-》 - 구로카와 신지 역
- 2009년 《뉴스 속보는 나갔다》 - 나카무라 다카히코 역
- 2010년 《체이스~국세청 감사관~》 - 무라쿠모 슈지 역
- 2010년 《귀국》 - 시무라 오장 (伍長) 역
- 2010년 《교도관 나오키》 - 와타세 미쓰루 역
- 2011년 《최후의 만찬~형사 도노 가즈유키와 7인의 용의자~》 - 안자이 유야 역
- 2011년 《태양은 또 뜬다》 - 안자이 유야 역
- 2011년 《인간곤충기》 - 미즈노 료타로 역
- 2011년 《꿀맛~A Taste Of Honey~》 - 이케자와 마사토 역
- 2012년 《타이라노 키요모리》 - 스토쿠 상황 역
- 2012년 《리치 맨, 푸어 우먼》 - 아사히나 코스케 역
- 2018년 《언내추럴》 - 나카도 케이 역
- 2018년 《건강하고 문화적인 최저한도의 생활》

### 버라이어티
《혼네 비요리》 (2011년 4월 ~ ) - MC

## 모델 활동

### 패션 쇼
- CK Caivin Klein
- 리차드 에드워드
- SHINICHIRO ARAKAWA
- 20471120
- beauty&beast
- LAD MUSICIAN
- OZONE COMMUNITY
- MILK
- KEITA MARUYAMA HOMME
- W&LT (파리 컬렉션)

### 잡지
- MEN'S NON-NO
- anan
- POPEYE
- smart
- smartMAX
- CHECK MATE
- STUDIO VOICE
- switch
- 유행통신
- CUT
- H
- COOLTRANS
- OUTDOOR MAGINE "GO OUT"

## 수상
- 1999년 (원더풀 라이프)
  - 제14회 다카사키영화제 신인상

- 2003년 (핑퐁)
  - 제17회 다카사키영화제 남우조연상

- 2009년 (실록 연합적군)
  - 제23회 다카사키영화제 특별상

- 2010년 (공기인형)
  - 제24회 다카사키영화제 남우주연상